# National Rural Employment Guarantee Act
La National Rural Employment Guarantee Act (NREGA) est une loi en Inde votée le 25 août 2005 et entrée en vigueur à partir du 2 février 2006. Elle vise à offrir 100 jours de travail par an (non-qualifié, rémunéré au salaire minimum) aux individus volontaires d'un ménage pauvre en zone rurale. Cette loi et le programme associé induit un budget de 7 milliards d'euros et touche 50 millions de personnes en moyenne par an. Elle a pour objectif de transférer des revenus aux populations les plus pauvres, mais également d'améliorer les infrastructures rurales et les services publics. Les travaux proposés sont essentiellement des travaux de constructions (ponts, routes, parcs...) et de protection de l'environnement (digues, assèchement de marécage, conservation des eaux, horticulture...). Le programme est ainsi mis en avant par plusieurs partisans d'un Green New Deal.
Tout bénéficiaire dépose sa demande en mairie, qui confie au conseil municipal la mission de cibler les activités. Le nombre de jours d'emploi est déclaré au fonds central NREGA, qui verse les sommes requises au conseil municipal. Si ce dernier échoue à identifier une activité à proposer aux demandeur, ce dernier est indemnisé. 
Le programme est parfois critiqué pour sa mauvaise gestion et la corruption importante qui détournent ces subsides.